# Ascalobyas microcerus
Ascalobyas microcerus là một loài côn trùng trong họ Ascalaphidae thuộc bộ Neuroptera. Loài này được Rambur miêu tả năm 1842.